# Проспер Тирон
Проспер Тирон или Проспер Аквитански (око 390 - након 463) је био хришћански теолог и историчар.

## Биографија
Проспер Тирон је пореклом из Аквитаније. Малобројни веродостојни подаци о његовом животу почињу након 431. године када је са папом Целестином разговарао о пелагијанској јереси. Од 440. године се помиње као секретар Лава I Великог. У цркви постоји јако уверење да је управо Тирон саставио Лавово "писмо Евтихију". Заједно са Августином из Хипона, Тирон се борио против Пелагијеве јереси. Залаго се за правило да се Августинова правила живота свештеника прошире и на Аквитанију. Римокатоличка црква га слави 25. јуна. Од историјских дела Проспера Тирона познато је Epitoma de chronicon које почиње Адамом, а завршава вандалском пљачком Рима 455. године. 